# Österreichische Entomologische Gesellschaft
Die Österreichische Entomologische Gesellschaft (ÖEG) ist eine wissenschaftliche Fachgesellschaft, die 1975 gegründet wurde und ihren Sitz in Wien hat.

## Ziel
Ihr Ziel ist die gemeinnützige Förderung, Dokumentation und Repräsentation der wissenschaftlichen Entomologie in Österreich. Dies soll geschehen durch
- Förderung der Kontakte innerhalb der österreichischen Entomologen
- Förderung der Kontakte zwischen den Entomologen und der Öffentlichkeit
- Repräsentation der österreichischen Entomologen bei internationalen Gremien und Veranstaltungen
- Vergabe von Preisen für hervorragende wissenschaftliche Leistungen zum Thema Insekten oder terrestrische Arthropoden
- Veröffentlichung wissenschaftlicher Beiträge zum Thema Insekten oder terrestrische Arthropoden

## Präsidenten
- 1975–1978: Max Beier[1]
- 1978–1981: Heinz Janetschek
- 1981–1984: Ernst R. Reichl
- 1984–1987: Friedrich Schremmer
- 1987–1990: Kurt Russ
- 1990–1993: Horst Aspöck
- 1993–1996: Reinhart Schuster
- 1996–1999: Hannes Paulus
- 1999–2002: Erhard Christian
- 2002–2005: Konrad Thaler
- 2005–2009: Ulrike Aspöck
- 2009–2013: Karl Crailsheim
- 2013–2017: Werner Holzinger
- 2017–2021: Wolfgang Rabitsch
- 2021–2025: Harald W. Krenn

## Publikationen
- Die wissenschaftliche Zeitschrift Entomologica Austriaca erscheint seit dem Jahr 2001. Anfangs erschien die Zeitschrift vierteljährlich, 2003/2004 halbjährlich und seit 2005 erscheint sie jährlich. 2022 ist Band 29 erschienen.[2][3]